# Kloster Beaulieu-en-Bassigny
Das Kloster Beaulieu-en-Bassigny (Bellus locus) ist eine ehemalige Zisterzienserabtei in der heutigen Gemeinde Haute-Amance (früher Hortes) im Département Haute-Marne, Region Champagne-Ardenne, in Frankreich. Kloster Beaulieu ist ein für Zisterziensergründungen nicht seltener Name. Es liegt rund 21 Kilometer östlich von Langres und rund acht Kilometer nördlich von Fayl-Billot im Tal der Amance.

## Geschichte
Das Kloster wurde 1166 unter dem Episkopat des Bischofs von Langres Walter von Burgund (Gauthier de Bourgogne) gegründet und von Kloster Cherlieu besetzt. Damit gehörte es der Filiation der Primarabtei Clairvaux an. Über das Schicksal des Klosters, das im 16. und 17. Jahrhundert mehrfach zerstört und im 18. Jahrhundert wiederaufgebaut wurde, ist wenig zu ermitteln. In der Französischen Revolution dürfte es wie alle Zisterzienserklöster in Frankreich sein Ende gefunden haben.

## Bauten und Anlage
Das bestehende schlossartige Abtshaus stammt aus dem Jahr 1731. Erhalten ist auch eine ursprünglich aus dem 14. Jahrhundert stammende, aber im 18. Jahrhundert erneuerte Kapelle.